# Pellegrino Turri
Pellegrino Turri  war ein adeliger italienischer Erfinder, der 1808 eine Schreibmaschine für die erblindete Gräfin Carolina Fantoni da Fivizzono herstellte. Briefe, die auf dieser Maschine geschrieben wurden, sind erhalten. Die Maschine selbst ist weder erhalten, noch sind genaue Beschreibungen übermittelt. Anhand der erhaltenen Briefe lässt sich erkennen, dass die Maschine mithilfe von Farbpapier und Typendruck arbeitete.
Andere frühe Schreibmaschinen-Entwickler sind Henry Mill, der 1714 eine Schreibmaschine patentieren ließ, oder Karl Drais, der um 1821 eine Schreibmaschine für seinen erblindeten Vater erfand.